# Batallón Badri 313
El Batallón Badri 313 es una unidad militar de las fuerzas especiales del Emirato Islámico de Afganistán. El nombre de la unidad está estrechamente asociado con la red Haqqani, que al parecer les ha proporcionado formación militar. Se ha informado de que las fuerzas de choque de los talibanes como el batallón Badri 313, han sido esenciales para "tomar el control de Afganistán". En julio y agosto de 2021, los talibanes difundieron propaganda sobre el Batallón Badri 313 en varios idiomas locales, inglés y árabe. El batallón Badri 313 tiene su sede en la Academia de Operaciones Militares Salahaddin Ayyubi.

## Nombre
Esta unidad lleva el nombre del ejército del Profeta Mahoma de 313 hombres en la Batalla de Badr, una de las primeras victorias militares musulmanas contra la tribu de Quraysh, que tuvo lugar el 13 de marzo del año 624.

## Historia
La red Haqqani tiene una posición importante dentro del ejército talibán afgano y el alto mando de los talibanes. Los Haqqanis han llamado tradicionalmente a sus fuerzas de élite el "Ejército Badri" y han enfatizado que estas tropas están ideológicamente alineadas con Al-Qaeda. Las unidades denominadas "Ejército de Badr" llevaron a cabo por primera vez ataques suicidas y redadas en posiciones asociadas con la República Islámica de Afganistán y sus aliados en 2011. El Batallón Badri 313 surgió por primera vez en las últimas etapas de la insurgencia talibán, en particular, participando en un ataque contra un complejo en Kabul de la empresa de seguridad británica G4S, en noviembre de 2018. Después de la Caída de Kabul en 2021, los talibanes informaron que el Batallón Badri 313 estaba asegurando el Palacio presidencial de Kabul y otros sitios importantes de la ciudad. También se informó que el Batallón Badri 313 proporcionaba "seguridad" en el Aeropuerto Internacional Hamid Karzai de Kabul.

## Equipo
El batallón está equipado con uniformes de camuflaje, cascos de combate, chalecos antibalas, dispositivos de visión nocturna, carabinas M4, armas de fuego cortas y Humvees. Se desconoce dónde adquirieron el equipo o si fue capturado a las Fuerzas Armadas Afganas que se rindieron.